# Новоалексеевка (Кармаскалинский район)
Новоалексеевка (баш. Яңы Алексеевка) — деревня в Кармаскалинском районе Республики Башкортостан Российской Федерации. Входит в состав Адзитаровского сельсовета.

## География

### Географическое положение
Расстояние до:
- районного центра (Кармаскалы): 32 км,
- центра сельсовета (Адзитарово): 7 км,
- ближайшей ж/д станции (Чишмы): 34 км.

## Население
| 2002 | 2009 | 2010 |
| ---- | ---- | ---- |
| 13   | ↘7   | ↗10  |

Национальный состав
Согласно переписи 2002 года, преобладающая национальность — русские (77 %).